# تلعاده
تلعاده (به عربی: تلعادة) یک روستا در سوریه است که در ناحیه الدانا واقع شده‌است. تلعاده ۵٬۵۹۹ نفر جمعیت دارد.